# ProPublica
Propublica es una agencia de noticias independiente y sin ánimo de lucro radicada en Manhattan, Nueva York. Produce periodismo de investigación. Fue lanzada en enero de 2008 y comenzó a publicar en junio de ese mismo año.
En 2010, se convirtió en la primera fuente de noticias en línea en ganar un Premio Pulitzer;el reportaje narraba las urgentes decisiones de vida o muerte tomadas por los agotados médicos de un hospital cuando quedaron aislados por las aguas del huracán Katrina y se publicó tanto en The New York Times Magazine como en el sitio web de ProPublica.

## Funcionamiento
La agencia tienen una redacción de periodistas a tiempo completo que lleva las investigaciones. Los artículos resultantes son entregados en exclusiva y sin cargo a un medio tradicional de divulgación, como periódicos o televisiones (Ej CNN, Newsweek, USA Today, New York Times), para que lo publique. La agencia también publica el artículo en su sitio web.  Su sitio web también publica investigaciones destacadas realizadas por otros, algunas veces con comentarios y agregados de la redacción de ProPublica.
En algunos casos, ProPublica y su publicador final trabajan juntos en la investigación

## Financiación
Sus principales proveedores de fondos es la Fundación Sandler. También ha recibido fondos de la Fundación Knight, la Fundación MacArthur, Pew Charitable Trusts, la Fundación Ford, la Carnegie Corporation y otros. En 2010, recibió una contribución de dos años de 125.000 dólares cada año de la Open Society Foundations de George Soros.

## Críticas
ProPublica ha atraído la atención de los salarios que paga a sus altos ejecutivos. El jefe de ProPublica, Paul Steiger, cobró 571.687 dólares en 2008, según declaraciones de impuestos de la compañía. El redactor jefe, Stephen Engelberg, cobró 343.463 dólares. Los grandes salarios han sido ampliamente criticadas por otros periodistas e incluso algunos en el mundo sin fines de lucro como excesivo.
También se le ha criticado que sus ámbitos de investigación suelen abordar temas en los que el gobierno no está haciendo un buen trabajo. Especialmente cuando esas cosas pueden implicar un gran negocio para empresas.
Fue especialmente criticada por sus artículos sobre la fracturación hidráulica y sobre los de como la Hacienda de Estados Unidos estaba tratando las solicitudes de exenciones fiscales de entidades relacionadas con ideologías conservadoras como el Tea Party o el Movimiento Patriótico estadounidense.

## Premios
En 2010 un artículo de un periodista de Propublica obtuvo el premio Pulitzer en la categoría de periodismo de investigación por un artículo sobre la inyección de dosis letales de analgésicos a enfermos días después del huracán Katrina
Otros reporteros de ProPublica han recibido otros premios como el Selden Ring, George Polk, National Magazine, Society of Professional Journalists, James Aronson, ABA Silver Gavel, Overseas Press Club, Online Journalism, Investigative Editors and Reporters, Society of News Design, Society of American Business Editors and Writers y el  Dart Center awards entre otros.